# Giuseppe Antonio Arena
Giuseppe Antonio Arena (Acri, 21 gennaio 1935 – Napoli, 10 maggio 1995) è stato un poeta e giurista italiano.

## Biografia
Visse tra l'Italia e l'America del Nord. 
Dopo gli studi nel liceo classico di San Demetrio Corone (CS) si laureò in Giurisprudenza all'Università degli Studi di Napoli.
Si specializzò in Filosofia del Diritto nell'Università degli Studi di Roma.
Aderì al Partito Comunista Italiano ricoprendo incarichi nella direzione provinciale. Fu Consigliere Comunale nel Comune di Acri, Consigliere Provinciale a Cosenza e Giudice di Pace a Napoli.
Docente di Diritto ed Economia negli Istituti Tecnici Statali di Napoli, insegnò nelle Università di Salerno, Napoli e Campobasso.

## Opere
- 1968 - stato e diritto in Giuseppe Palmieri, Liguori, Napoli
- 1970 - Introduzione allo studio di Francesco Longano, Liguori, Napoli
- 1971 - La rivolta di un abate - Francesco Longano, Liguori, Napoli
- 1974 - Francesco De Attellis e le antichità italiche, Roma, SM
- 1977 - Gabriele Pepe tra politica e storia, SEN, Napoli
- 1978 - Luigi Serio linguista e politico, "Prospettive culturali", n. 4
- 1979 - Dialetto lingua e società nella seconda metà del '700 napoletano - La polemica tra F.  Galiani e L. Serio, in "Il pensiero politico", XII/2
- 1980 - La biblioteca provinciale P. Albino di Campobasso e Saggio di bibliografia molisana settecentesca (1777 - 1797)
- 1981 - Pietre e rose, Ed. Athena, Napoli
- 1981 - L'elogio di Gaetano Filangieri di Francesco Saverio Salfi. Idee giuridiche, Napoli, SEN
- 1981 - Il Molise nel 1948 - Società e Politica, Sant'Elia Fiumerapido, Ingrac
- 1982 - Lingua dialetto e classi sociali nel pensiero di L. Serio in L. SERIO, Risposta al dialetto napoletano dell'abate Galiani, a cura di D. Scafoglio e G.A. Arena, Colonnese, Napoli
- 1982 - L'utopia nell'illuminismo napoletano, sta in L'Utopia e le sue forme, a cura di D. Pasini, Astra Ed., Roma
- 1983 - Potere e partecipazione, Ed. La lumière, Paris
- 1983 - Prima della ragione - Vico e Sorel, Pironti, Napoli
- 1984 - Paura e violenza in Vico e Sorel, in La paura e la città, a cura di D. Pasini, Astra Ed., Roma
- 1985 - Vincenzo Padula, Prose giornalistiche, a cura di G.A. Arena, Libreria Germinal, Acri
- 1988 - Introduzione a: F. Longano, Raccolta di saggi economici a cura di G.A. Arena, Marinelli, Isernia
- 1989 - La cultura politica ecclesiastica molisana nella seconda metà del '700, Berengario Galileo Amorosa, Atti del Convegno a cura di G. Palmieri e A. Santorello, Ass. Cult. "P. Vignola", Riccia
- 1990 - La cultura politica molisana nell'età dell'illuminismo, ESI, Napoli
- 1994 - Vincenzo Padula - società e politica, Brenner, Cosenza
- 1995 - Introduzione a: M. Gagliardi, Carnevale sindaco, Libreria Dante & Descartes, Napoli
- 1995 - Ombre del giorno, Ed. Il ponte italo-americano, New York
- 1996 - Antologia minima, a cura di E. Bonifiglio, B. Bruni, F. Ferraro, D. Scafoglio, Centro Studi V. Padula, Acri.

| Controllo di autorità | VIAF (EN) 79213142 · ISNI (EN) 0000 0000 7688 7948 · SBN CFIV029326 · LCCN (EN) n2017034464 · GND (DE) 121820424 · BNF (FR) cb15577153q (data) |